# Treku Armendáriz
Treku Armendariz es un baterista español .
Durante su carrera musical fue miembro de Kortatu y de Les Mecaniciens.

## Carrera musical
En 1984 formó, junto a los hermanos Fermin e Iñigo Muguruza, el grupo Kortatu. Fermin se encargó de cantar y tocar la guitarra, Iñigo se encargó del bajo y Treku de la batería. Aparecieron encuadrados en el llamado Rock radical vasco y fueron pioneros en introducir el ska en España.
El grupo se dio a conocer en 1985 con un recopilatorio llamado «El disco de los cuatro» junto a Cicatriz, Jotakie y Kontuz-Hi!. Posteriormente grabaron tres álbumes de estudio (Kortatu, 1985; El Estado De Las Cosas, 1986; Kolpez Kolpe, 1988) un disco en directo (Azken Guda Dantza, 1988) , un recopilatorio para Europa (A Frontline Compilation, 1988) y un maxisencillo (A la Calle, 1986), además de un puñado de singles.
Después de la grabación de Azken Guda Dantza el grupo se separó. Durante sus cuatro años de vida dieron un total de 280 conciertos por toda la geografía española y por numerosos países europeos.
En 1990 fue reclutado por Jabier Muguruza (hermano mayor de Fermin e Iñigo) para formar parte del grupo de pop Les Mecaniciens. Con ellos publicó el LP Erabakia (1990). Posteriormente, Treku se retiró del mundo de la música y comenzó a trabajar en una empresa aduanera.

## Discografía

### Kortatu
- «Disco de los cuatro» (Soñua, 1985), junto a Cicatriz, Jotakie y Kontuz-Hi!. Reeditado en CD por Oihuka en 2000.
- Kortatu (Soñua, 1985). LP. En la reedición en CD (Oihuka, 1998) se incluyeron dos canciones extra: «Mierda de ciudad y «El último ska".
- A la Calle (Soñua, 1986). Maxi single con 3 canciones.
- El Estado De Las Cosas (Soñua, 1986). LP. En la reedición en CD (Oihuka, 1998), se incluyeron las canciones del maxi single A la calle.
- A Frontline Compilation (Red Rhino-Organik, 1988). LP. Recopilatorio, reeditado en CD por Oihuka en 1998.
- Kolpez Kolpe (Oihuka, 1988). LP. Reeditado en CD por Esan Ozenki en 1998.
- Azken Guda Dantza (Nola!, 1988). Doble LP en directo. En la reedición en CD (Esan Ozenki, 1992) desaparecen los pitidos censores que se escuchaban en el tema «Aizkolari". En esta edición también se descubre que el personaje oculto que aparecía en el encarte de El estado de las cosas era Juan Carlos I.

### Les Mecaniciens
- Erabakia (Elkar, 1990)
- Ia Xoragarria (Elkar, 1992)
- Euskadi jende gutxi (Esan Ozenki, 1993).